# Xatrac elegant
El xatrac elegant (Thalasseus elegans) és una espècie d'ocell de la família dels làrids (Laridae) que habita costes americanes del Pacífic, des de Califòrnia cap al sud, fins al nord de Xile.